# Barton County, Kansas
Barton County är ett administrativt område i delstaten Kansas, USA, med 27 674 invånare. Den administrativa huvudorten (county seat) är Great Bend.

## Geografi
Enligt United States Census Bureau har countyt en total area på 2 332 km². 2 315 km² av den arean är land och 17 km² är vatten.

### Angränsande countyn
- Russell County - nord
- Ellsworth County - nordost
- Rice County - sydost
- Stafford County - syd
- Pawnee County - sydväst
- Rush County - väst

### Orter
- Albert
- Claflin
- Ellinwood
- Galatia
- Great Bend (huvudort)
- Hoisington
- Olmitz
- Pawnee Rock
- Susank